# Brook Taylor

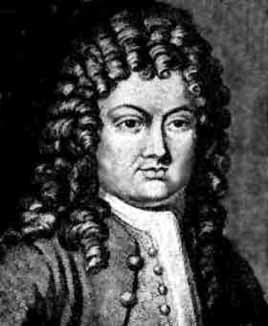
Brook Taylor

Brook Taylor (* 18. August 1685 in Edmonton, Middlesex; † 29. Dezember 1731 in Somerset House, London) war ein britischer Mathematiker und Mitglied der Royal Society. Nach ihm wurde u. a. die Taylorreihe benannt.

## Leben und Wirken

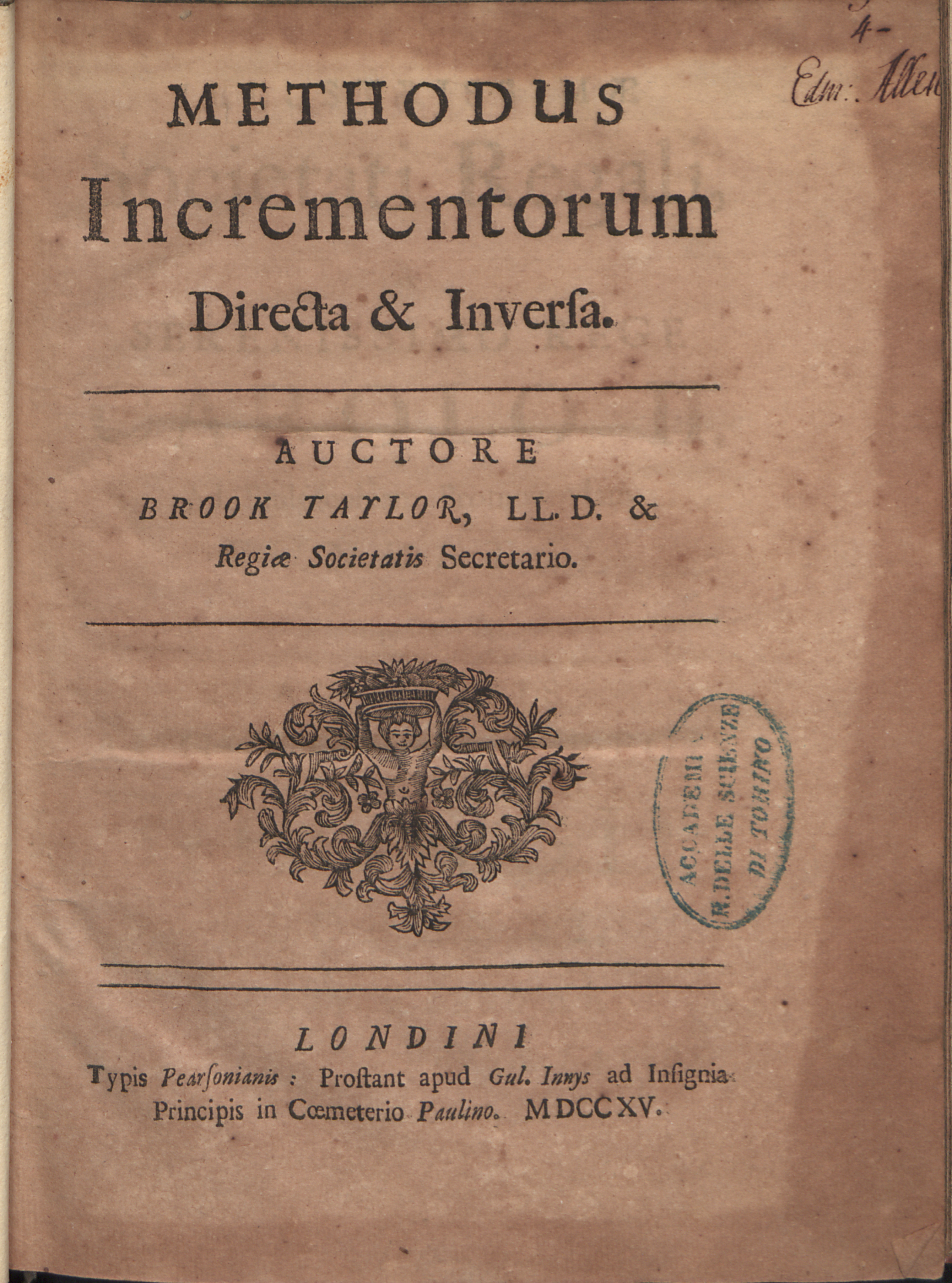
Methodus incrementorum directa et inversa, 1715

Sein Vater war John Taylor. Brook hatte noch eine Schwester Mary, die im März 1771 im Alter von 91 Jahren starb, sowie eine einzige Tochter, Lady Young.
Taylor studierte in Cambridge Rechtswissenschaften und schloss das Studium auch 1714 mit einem „Doktor of Laws“ ab. Während seines Studiums wuchs jedoch sein Interesse an Mathematik. Im Jahre 1708 entwickelte er eine Lösung zum Problem der Oszillation. Sein Hauptwerk Methodus incrementorum directa et inversa („Methode der direkten und inversen Inkrementierung“) im Jahre 1715 lieferte Untersuchungen über die Methode der finiten Differenzen, über singuläre Lösungen von Differentialgleichungen und, erstmals in der Geschichte der Mathematik, über die schwingende Saite auf Basis mechanischer Prinzipien. Ferner enthielt es die ihm seit 1712 bekannte Potenzreihenentwicklung einer differenzierbaren Funktion, deren grundlegende Bedeutung für den Differentialkalkül Joseph-Louis Lagrange erst 1772 bemerkte.
Als hochbegabter Künstler schrieb Taylor auch über die Grundlagen der Perspektive im Jahre 1715 und beschrieb als erster das Prinzip des Fluchtpunkts.
Nach ihm benannt sind die Taylorreihe und die Taylorsche Formel, mit der man stetig differenzierbare Funktionen als Potenzreihen darstellen oder durch Polynome annähern kann. Auch der Mondkrater Taylor sowie der Asteroid (31122) Brooktaylor sind nach ihm benannt.
Er war zeitweise Sekretär der Royal Society.
Bereits um 1717 hatte sich seine Gesundheit infolge seines intensiven Arbeitspensums verschlechtert, weshalb er Heilung unter anderem in Aachen suchte.

## Schriften
- Methodus Incrementorum Directa & Inversa. William Innys, London 1717 (eingeschränkte Vorschau in der Google-Buchsuche [abgerufen am 31. August 2020]).
- Linear Perspective: Or, a New Method of Representing Justly All Manner of Objects as They Appear to the Eye in All Situations. 1715 (eingeschränkte Vorschau in der Google-Buchsuche [abgerufen am 31. August 2020]).
- William Young [= Taylors Enkel] (Hrsg.): Contemplatio Philosophica. Eigenverlag (postum; nicht offiziell erschienen), 1793.[4]